# Bőcs, Borsod-Abaúj-Zemplén
Bőcs este un sat în districtul Miskolc, județul Borsod-Abaúj-Zemplén, Ungaria, având o populație de 2.808 locuitori (2011). 

## Demografie
Componența etnică a satului Bőcs
     Maghiari (89,12%)
     Romi (10,23%)
     Necunoscut (0,32%)
     Alții (0,32%)
Componența confesională a satului Bőcs
     Reformați (47,61%)
     Romano-catolici (18,52%)
     Fără religie (7,59%)
     Greco-catolici (2,92%)
     Necunoscută (22,47%)
     Alte religii (4,2%)
Conform recensământului din 2011, satul Bőcs avea 2.808 locuitori. Din punct de vedere etnic, majoritatea locuitorilor (89,12%) erau maghiari, cu o minoritate de romi (10,23%). Apartenența etnică nu este cunoscută în cazul a 0,32% din locuitori. Nu există o religie majoritară, locuitorii fiind reformați (47,61%), romano-catolici (18,52%), persoane fără religie (7,59%) și greco-catolici (2,92%). Pentru 22,47% din locuitori nu este cunoscută apartenența confesională.